# Hakusan
Hakusan (jap. 白山市 Hakusan-shi) – miasto w Japonii w  prefekturze Ishikawa, w środkowej części wyspy Honsiu.

## Położenie
Miasto leży na wybrzeżu Morza Japońskiego. Graniczy z miastami:
- Kanazawa
- Komatsu
- Nomi
- Ōno
- Katsuyama
- Takayama
- Nanto

## Historia
Hakusan otrzymało status miasta 1 lutego 2005, powstało z połączenia miasta Matto, siedmiu miasteczek i wsi.

## Miasta partnerskie
- Wielka Brytania: Boston